# Pteleopsis suberosa
Pteleopsis suberosa är en tvåhjärtbladig växtart som beskrevs av Adolf Engler och Diels. Pteleopsis suberosa ingår i släktet Pteleopsis och familjen Combretaceae. Inga underarter finns listade i Catalogue of Life.